# Râul Feiurdeni
Râul Feiurdeni este un curs de apă, afluent al râului Someșul Mic. 